# 拉梅尼耶农村居民点 (伊万诺沃州)
拉梅尼耶农村居民点（俄语：Раменское сельское поселение）是俄罗斯联邦伊万诺沃州帕列赫区所属的一个农村居民点。其下辖有51个居民点，行政中心为拉梅尼耶。据2016年统计，该农村居民点的人口为1349人。